# Arska Tiainen
Ari ”Arska” Tiainen es un músico finlandés con gran influencia musical. Es más conocido por ser el fundador y director ejecutivo de la discográfica Levy-yhtiö Records. Anteriormente Arska Tiainen tocó la guitarra en la banda Tehosekoitin más concretamente durante los años 1992–2001. También ha sido gerente de la banda Lordi durante los años 1997–2006 además de ser el productor del primer álbum de la banda Bend Over And Pray The Lord. También ha participado en diferentes puestos en algunas películas.

## Discografía

### Tehosekoitin

#### Álbumes de estudio
- 1994: Rock'n Roll
- 1997: Köyhät syntiset
- 1998: Varoittava esimerkki
- 1999: Freak Out
- 2000: Rock 'n' Roll Monster Movie Show
- 2001: Rakkauden gangsterit

#### Sencillos y EP
- 1992: Greatest Hits II
- 1993: ...Ja valtakunnassa kaikki hyvin!!!?
- 1994: Yö ulkona
- 1995: T12VM
- 1996: Se johtuu geeneistä '96 (promo)
- 1996: Kadonneet pojat
- 1997: C'mon Baby Yeah
- 1997: Syntynyt köyhänä
- 1997: Hyvä karma
- 1998: Pillitä, Elli, pillitä
- 1998: Pakko päästä pois
- 1999: Asfaltti polttaa (promo)
- 1999: Keskiyön tanssi/Laura
- 1999: Valonkantaja
- 2000: Kaikki nuoret tyypit
- 2000: Pyydä tähdet taivaalta
- 2001: Maailma on sun (promo)
- 2001: Kaukaisimmalle rannalle
- 2001: Kaikki on mahdollista

## Filmografía
- 1993: Matokuningas - compositor
- 2010:  Rock-Suomi (documental) - tomas de archivo